# Pietro Benvenuti
Pietro Benvenuti (Arezzo, 8 de janeiro de 1769 – Florença, 3 de fevereiro de 1844) foi um pintor italiano de estilo acadêmico neoclássico, atuante entre a segunda metade do século XVIII e a primeira metade do século XIX.